# Willie Park, Jr.
Pour les articles homonymes, voir Willie Park.
Willie Park, Jr., né le 4 février 1864 et mort le 22 mai 1925, est un golfeur écossais. Il fut l'un des premiers professionnels de golf.
Willie Park, Jr. est né à Musselburgh (Écosse). Son lieu de naissance est l'un des endroits pionniers du golf à cette époque. Son père Willie Park, Sr. et son oncle Mungo Park étaient des champions de golf également, vainqueurs tous deux de l'Open britannique. Willie Park, Jr. a également inscrit son nom au palmarès de ce tournoi à deux reprises en 1887 et 1889. Comme son père, il se mit à la fabrication de clubs de golf et à leurs designs. Il est le premier professionnel à avoir écrit un livre sur le golf : The Game of Golf en 1896. Il a enfin créé de nombreux parcours (environ 170 à travers l'Europe, les États-Unis et le Canada) dont le plus connu est Sunnigdale près de Londres. En 1911, il inaugure le Monte-Carlo Golf Club.
Sa fille, Dorothy Park, fut finaliste de l'Open britannique féminin en 1937.

## Palmarès
- Vainqueur de l'Open britannique : 1887 et 1889.